# 榮蘇號
《榮蘇號》是柯南·道爾所著的福爾摩斯探案的56個短篇故事之一，收錄於《福爾摩斯回憶錄》，此故事是福爾摩斯向華生講述自己早期的探案經過。

## 故事簡介
夏洛克·福爾摩斯大學時惟一的朋友崔佛邀請他到家中作客，而福爾摩斯在友人家中觀察到老崔佛一些不願提及的往事，令這次作客不歡而散。隔了一段時間，崔佛主動找福爾摩斯，指老崔佛命懸一線，希望福爾摩斯能解開當中之謎。老崔佛收到一封不明所以的信後，便卧病在床，福爾摩斯解讀了信件後，知道老崔佛的一位老友人握有老崔佛不願為人所知的過去，令他擔心得病了。於是兩人趕回崔佛大宅，可惜老崔佛已經死了，他們在遺書中得知老崔佛原來是罪犯被流放到澳洲，在航行中，一班罪犯聯同船員叛變，老崔佛才得以在澳洲致富然後改頭換面回到英國，而該老友人就是以這個秘密脅老崔佛。